# Gredosella capitata
Gredosella capitata är en kvalsterart som först beskrevs av Kulijev 1967.  Gredosella capitata ingår i släktet Gredosella och familjen Machuellidae. Inga underarter finns listade i Catalogue of Life.